# Lödla
Lödla ist eine Gemeinde in der Verwaltungsgemeinschaft Rositz im thüringischen Landkreis Altenburger Land. Sie liegt etwa 4 km westlich der Kreisstadt Altenburg.

## Geografie

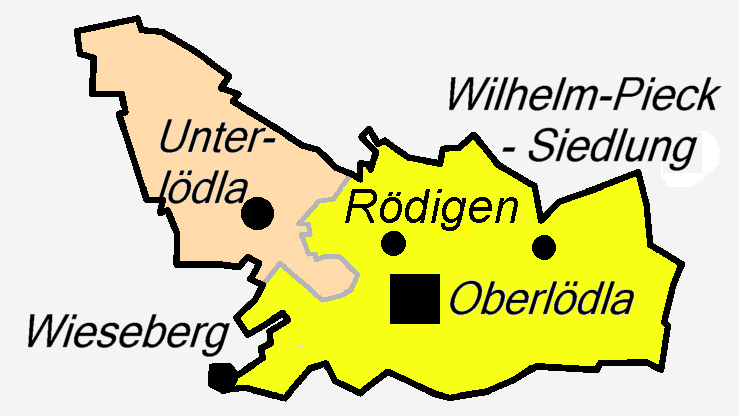
Gemeindegliederung

Lödla liegt im Altenburg-Zeitzer Lößhügelland. Durch den Ort fließt der Gerstenbach, ein Zufluss der Pleiße. Angrenzende Gemeinden sind (im Uhrzeigersinn) Rositz, die Stadt Altenburg, Göhren und Monstab.

### Gemeindegliederung
Die Gemeinde Lödla setzt sich aus den Gemarkungen Oberlödla und Unterlödla zusammen.
In der Gemarkung Oberlödla befinden sich die Siedlungen Rödigen, Wieseberg und Wilhelm-Pieck-Siedlung.

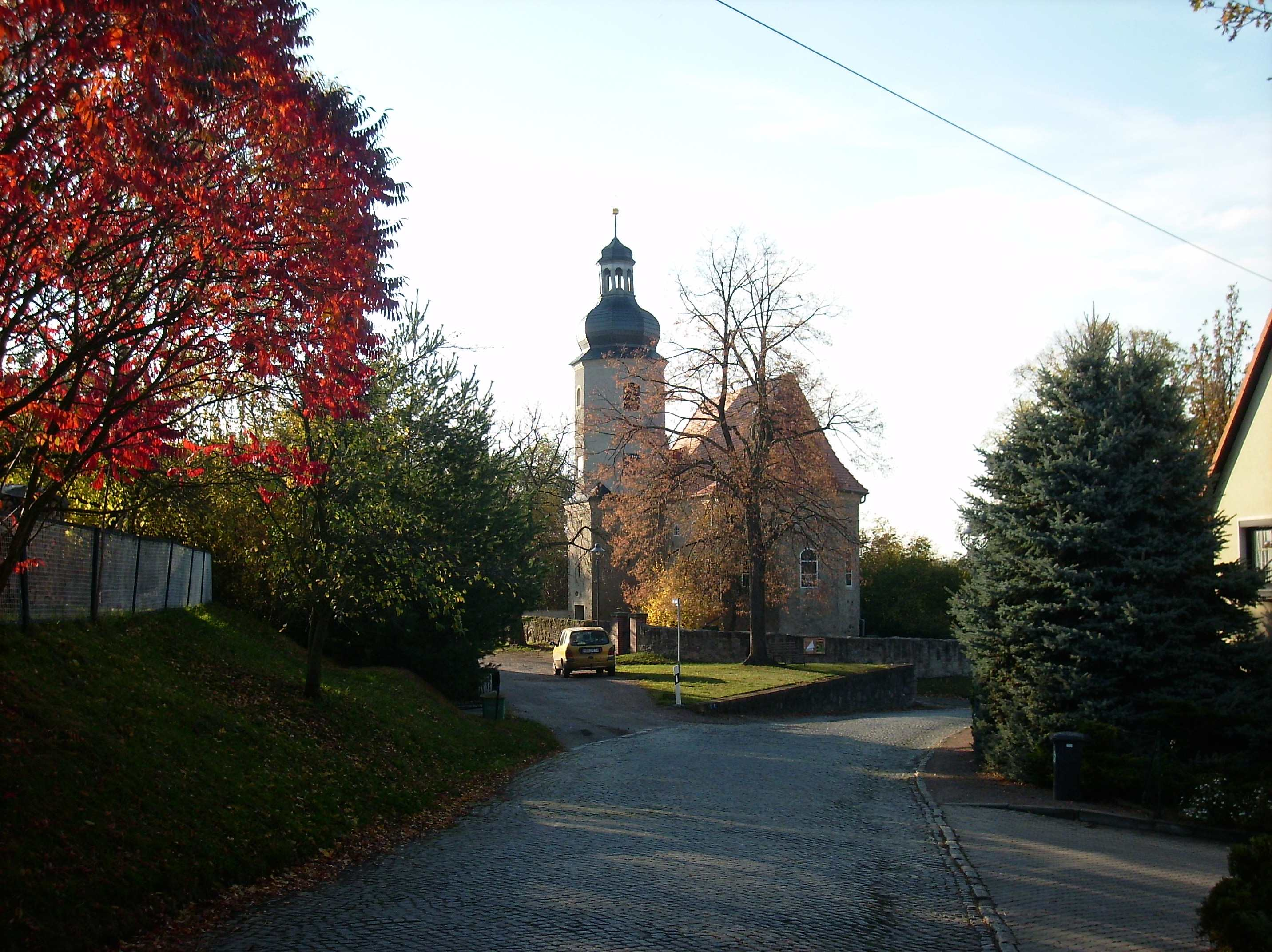
Kirche Oberlödla

## Geschichte
Die Gemeinde Lödla im thüringischen Landkreis Altenburg entstand am 1. Juli 1950 durch Zusammenschluss der Gemeinde Oberlödla mit ihrem Ortsteil Rödigen mit der Gemeinde Unterlödla, wobei Oberlödla Hauptort der neuen Kommune blieb. In dieser Zeit wurde auch Wieseberg von Lossen nach Lödla umgegliedert. Nach der Bodenreform wurde östlich von Oberlödla am stillgelegten Herzog-Ernst-Schacht die Wilhelm-Pieck-Siedlung errichtet. Sie bestand aus zehn Neubauernstellen. Die Bauern gründeten bereits 1952 eine LPG vom Typ I, die sich später der vom Typ III in Monstab anschloss. Im Zuge der Verwaltungsreform von 1952 wurde Lödla dem Kreis Altenburg im Bezirk Leipzig zugeteilt. 1953 endete der Braunkohlebergbau im Ortsteil Oberlödla. Im Hauptort Oberlödla wurde 1966 ein neuer Kindergarten errichtet.
Mit der Wiedererrichtung der Bundesländer im Jahr 1990 wurde Lödla mit dem Kreis Altenburg wieder dem Freistaat Thüringen zugeordnet. Seit der 1994 erfolgten Kreisgebietsreform in Thüringen gehört Lödla zum Landkreis Altenburger Land. In direkter Nähe zur Wilhelm-Pieck-Siedlung entstand das heute fast vollständig ausgelastete Gewerbegebiet der Gemeinde Lödla. Es befindet sich direkt an der B180 in unmittelbarer Nähe zum Stadtrand von Altenburg und beschäftigt rund 200 Arbeitnehmer.

### Entwicklung der Einwohnerzahl
(31. Dezember):
| - 1994: 747 - 1995: 776 - 1996: 785 - 1997: 800 - 1998: 816 - 1999: 828 | - 2000: 815 - 2001: 817 - 2002: 813 - 2003: 787 - 2004: 786 - 2005: 787 | - 2006: 784 - 2007: 779 - 2008: 754 - 2009: 734 - 2010: 715 - 2011: 709 | - 2012: 707 - 2013: 700 - 2014: 702 - 2015: 703 - 2016: 692 - 2017: 698 | - 2018: 706 - 2019: 706 - 2020: 714 - 2021: 715 - 2022: 707 - 2023: 722 |

Datenquelle: Thüringer Landesamt für Statistik

## Wirtschaft und Infrastruktur

### Verkehr
Der nordöstliche Rand von Oberlödla wird von der Bundesstraße 180 tangiert. Die ebenfalls nordöstlich am Ortsrand vorbeiführende Bahnstrecke Zeitz–Altenburg ist stillgelegt. Der nächstgelegene Bahnhof befindet sich heute in Altenburg. Dort besteht auch Anschluss an die S-Bahn Mitteldeutschland.

### Wasserver- und Abwasserentsorgung
Die Aufgaben der Wasserver- und Abwasserentsorgung hat die Gemeinde dem Zweckverband Wasserver- und Abwasserentsorgung Altenburger Land übertragen.

## Persönlichkeiten
- Karl von Poellnitz (1896–1945), Botaniker, Rittergutsbesitzer von Oberlödla und Ehrenmitglied der „Naturforschenden Gesellschaft des Osterlandes“

## Politik

### Bürgermeister
Bürgermeisterin war bis zur Wahl am 5. Juni 2016 die SPD-Politikerin Sabine Franke. Seitdem ist der auf der CDU-Liste kandidierende Torsten Weiß Amtsinhaber. Er setzte sich bei einer Wahlbeteiligung von 72,0 % (+ 23,8 %p) und einer Mehrheit von 55,1 % gegenüber seiner Mitbewerberin Ramona Meuschke von der SPD durch.

### Gemeinderat
Seit der Kommunalwahl vom 25. Mai 2014 setzt sich der Gemeinderat wie folgt zusammen:
- CDU/Wählergruppe Lödla – 3 Sitze (40,1)
- SPD – 4 Sitze (48,2 %)
- Unabhängige Wählergemeinschaft Lödla (UWL) – 1 Sitz (11,7 %)

Die Wahlbeteiligung lag bei 62,7 %.